# Naranga ferruginea
Naranga ferruginea är en fjärilsart som beskrevs av Moore 1882. Naranga ferruginea ingår i släktet Naranga och familjen nattflyn. Inga underarter finns listade i Catalogue of Life.